# Francisco Javier Reyes
Francisco Javier Reyes Acosta (sinh ngày 7 tháng 2 năm 1990 ở La Ceiba, Honduras) là một cầu thủ bóng đá người Honduras hiện tại thi đấu ở vị trí thủ môn cho câu lạc bộ tại Liga Nacional de Honduras Club Deportivo Victoria.

## Sự nghiệp quốc tế
Reyes đại diện quốc gia tại Giải vô địch bóng đá U-17 thế giới 2007, Giải vô địch bóng đá U-20 thế giới 2009 và thành viên không thi đấu tại Thế vận hội Mùa hè 2012.